# Ла Палацина (Фиренца)
Ла Палацина је насеље у Италији у округу Фиренца, региону Тоскана.
Према процени из 2011. у насељу је живело 64 становника. Насеље се налази на надморској висини од 214 м.